# Trvalá

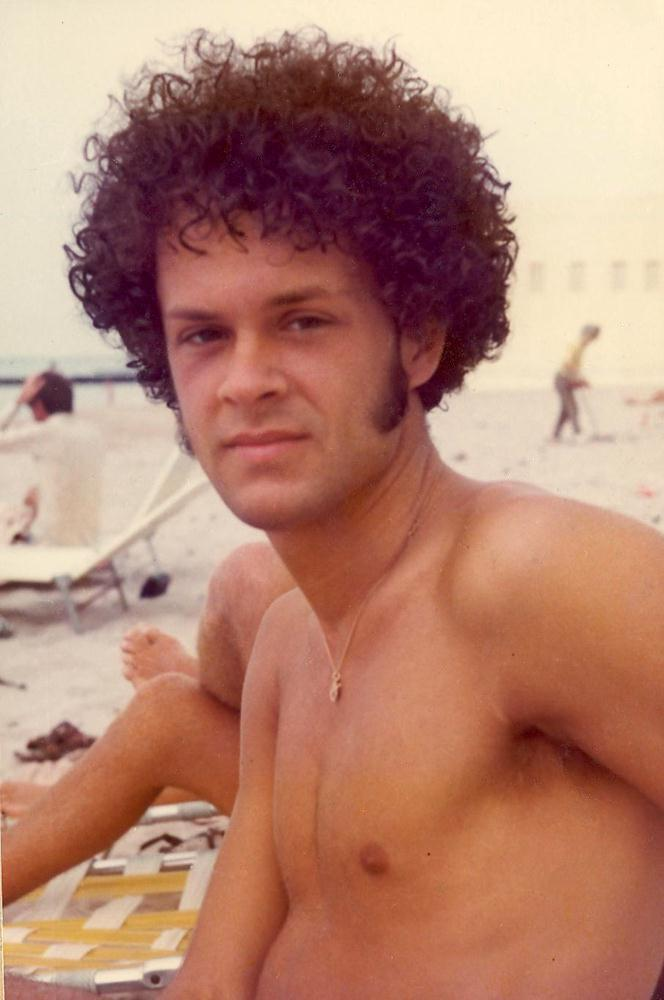
Afro trvalá na muži z Miami Beach (1972)

Trvalá nebo podrobněji trvalá ondulace je kategorie účesů a typ úpravy vlasů, která způsobí jejich zvlnění. Úprava chemicky přemění hmotu vlasu a umožní ho zformovat, takže efekt vydrží několik měsíců, proto název trvalá. Prvním průkopníkem trvalé byl Marcel Grateau, který roku 1872 vytvořil metodu založenu na působení tepla na vlasy, jež se zahřívaly ve speciálních kovových formách. Jinou metodu vymyslel roku 1905 německý kadeřník Karl Nessler, který použil ředěnou kravskou moč. Oba přístupy, tepelný i chemický, byly pak dále zdokonalovány.
Moderní trvalá funguje tak, že pomocí chemikálií se rozbijí a znovu sestaví chemické vazby v hmotě vlasů. Kadeřník vlasy upraví a rozdělí do pramenů tak, aby vytvořil požadovaný typ účesu, pak aplikuje krém a nechá ho působit. Nakonec vlasy opláchne a použije neutralizátor, který chemický proces zastaví.
Chemicky se jedná o dva děje: nejprve o redukci, kdy se přípravkem rozruší existující disulfidové můstky aminokyselin cysteinů přítomných ve struktuře bílkoviny vlasu - v keratinu. Po natočení do požadovaného tvaru se provede oxidace (např. zředěným peroxidem vodíku) a vytvoří se disulfidové můstky na nových pozicích.